# Rogliano (Korsika)
Rogliano (korsisch Ruglianu) ist eine französische Gemeinde mit 540 Einwohnern (Stand 1. Januar 2022) im Département Haute-Corse auf der Mittelmeerinsel Korsika. Sie gehört zum Kanton Cap Corse. Sie besteht aus acht Weilern, die im Cap Corse am Fuß des Monte Poggio liegen, inmitten von Oliven- und Kastanienhainen. Die Etymologie des Ortsnamens Rogliano (Pagus Aurelianus) verweist auf eine ehemalige Römersiedlung.
Großen Besuch hatte der Ort, als im Dezember 1869 die Kaiserin Eugenie mit der kaiserlichen Yacht den Hafen von Macinaggio anlief, nachdem sie den Suezkanal eingeweiht hatte.

## Geschichte
Die Ruinen dreier Burgen, ein Kloster und befestigte (teilweise verfallene) Türme erinnern an die einstige Bedeutung des Ortes, in dem seit dem 12. Jahrhundert die berühmte Familie da Mare ansässig war. Sie bewohnte die Burg San Colombano und herrschte über den größten Teil des korsischen Nordkaps. Die Kirchen Saint-Agnel (16. Jahrhundert) und Saint-Côme-et-Saint-Damien blieben erhalten.

## Sehenswürdigkeiten

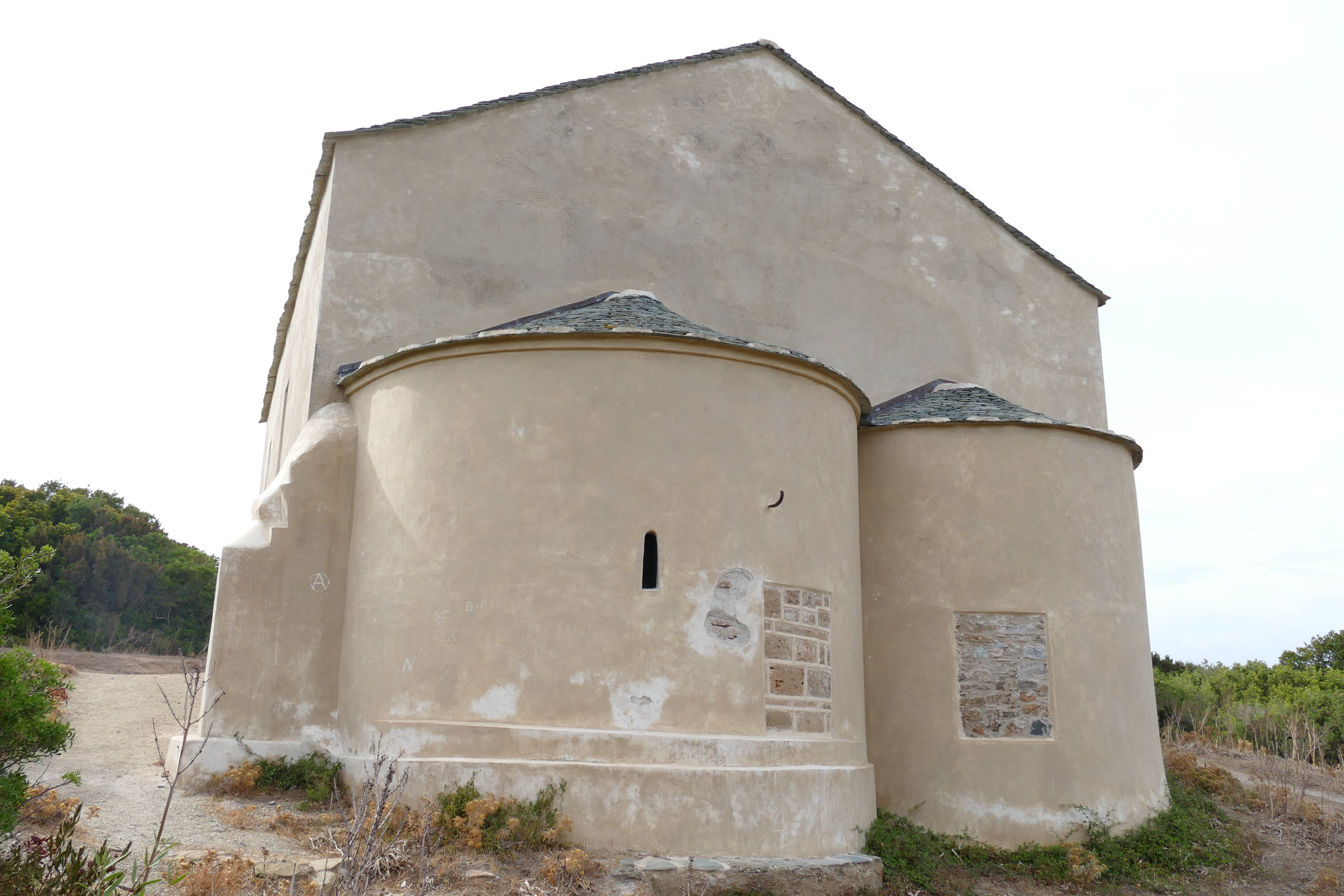
Santa Maria della Chiappella

Im Ort liegt die vorromanische Zweiapsidenkirche Santa Maria della Chiappella.